# 3872 Akirafujii
3872 Akirafujii eller 1983 AV är en asteroid i huvudbältet som upptäcktes den 12 januari 1983 av den amerikanske astronomen Brian A. Skiff vid Anderson Mesa Station. Den är uppkallad efter den japanske astronomen Akira Fujii.
Asteroiden har en diameter på ungefär 12 kilometer.